# Миронов, Вениамин Борисович
Вениамин Борисович Миронов (1912—1980) — полковник Советской Армии, участник Великой Отечественной войны, Герой Советского Союза (1945).

## Биография
Вениамин Миронов родился 29 декабря 1912 года в селе Константиновка (ныне — Ромодановский район Мордовии). После окончания Омского педагогического техникума работал учителем в Томске. В 1934 году Миронов был призван на службу в Рабоче-крестьянскую Красную Армию. В 1936 году он окончил Томское артиллерийское училище, в 1941 году — Военную академию имени М. В. Фрунзе. 
С июня 1941 года — на фронтах Великой Отечественной войны. В мае-июле 1942 года в должности командира отдельного миномётного дивизиона 211-й воздушно-десантной бригады воевал в немецком тылу под Вязьмой в составе группы войск генерала П. А. Белова.
К апрелю 1945 года гвардии подполковник Вениамин Миронов командовал 347-м гвардейским тяжёлым самоходным артиллерийским полком 1-го механизированного корпуса 2-й гвардейской танковой армии 1-го Белорусского фронта. Отличился во время штурма Берлина. Полк Миронова успешно прорвал немецкую оборону в пригороде Берлина Вайсензее. 21 апреля 1945 года Миронов лично руководил штурмом опорного пункта немецкой обороны, сам получил ранение, но остался в строю. С боями полк вышел к самому центру немецкой столицы.
Указом Президиума Верховного Совета СССР от 31 мая 1945 года за «образцовое выполнение боевых заданий командования на фронте борьбы с немецкими захватчиками и проявленные при этом отвагу и геройство» гвардии подполковник Вениамин Миронов был удостоен высокого звания Героя Советского Союза с вручением ордена Ленина и медали «Золотая Звезда» за номером 7369.
После окончания войны Миронов продолжил службу в Советской Армии. В 1955 году в звании полковника он был уволен в запас. Проживал и работал в Саранске, активно занимался общественной деятельностью. Скончался 20 августа 1980 года, похоронен в Саранске.
Был также награждён тремя орденами Красного Знамени, орденом Отечественной войны 1-й степени, тремя орденами Красной Звезды и рядом медалей.
Именем Героя Советского Союза Вениамина Борисовича Миронова названы улица в Саранске и общеобразовательная гимназия № 20, где он несколько десятилетий преподавал начальную военную подготовку.

## Сочинения
- Миронов В. Б. За счастье Родины. — Саранск, 1968.
- Миронов В. Б. Стальная гвардия. — Саранск, 1971.
- Миронов В. Б. Крылатый дивизион. — Саранск, 1973.
- Миронов В. Б. Воспоминания о полковой школе. — Саранск, 1984.